# ناصر چمد
ناصر چمد (انگلیسی: Nasser Chamed؛ زادهٔ ۴ اکتبر ۱۹۹۳) بازیکن فوتبال اهل اتحاد قمر است.
از باشگاه‌هایی که در آن بازی کرده‌است می‌توان به باشگاه فوتبال نیم المپیک اشاره کرد.
وی همچنین در تیم ملی فوتبال اتحاد قمر بازی کرده‌است.